# قسم (حضرموت)
قسم (به عربی: قسم) یک منطقهٔ مسکونی در یمن است که در استان حضرموت واقع شده‌است.